# Après-midi de taureaux
Pour plus de détails, voir Fiche technique et Distribution.
Après-midi de taureaux (Tarde de toros) est un film espagnol réalisé par Ladislas Vajda et sorti en 1956.

## Synopsis
Les arènes de Madrid. De prestigieux toreros se préparent au combat. Deux d'entre eux, Rondeno et Puente, triomphent. Carmona, malchanceux, est blessé à la jambe et doit renoncer à un contrat aux États-Unis mais, il a le bonheur d'être un jeune papa. Ombre au tableau : dans l'arène, un débutant est mortellement atteint par un taureau...

## Fiche technique
- Titre du film : Après-midi de taureaux
- Titre original : Tarde de toros
- Réalisation : Ladislas Vajda
- Scénario : Julio Coll, Manuel Tamayo, José Santugini
- Photographie : Heinrich Gärtner (sous le nom d'Enrique Guerner) - Eastmancolor
- Musique : José Muñoz Molleda
- Montage : Julio Peña
- Décors : Antonio Simont
- Production : Chamartin Producciones
- Pays d'origine :  Espagne
- Langue : Espagnol
- Durée : 78 minutes
- Date de sortie : 24 février 1956 en Espagne

## Distribution
- Domingo Ortega : Ricardo Puente
- Antonio Bienvenida : Juan Carmona
- Enrique Vera : Rondeno II
- Marisa Prado : Isabel
- Juan Calvo : Don César
- José Isbert : Don Felipe
- María Asquerino : Paloma
- Encarnita Fuentès : Ana María
- Jorge Vico : Manolo
- Manolo Morán : Jiménez
- José Prada : Padre Fermín

## Distinctions
Le film a été présenté en sélection officielle en compétition au Festival de Cannes 1956.